# Échenoz-le-Sec
Échenoz-le-Sec ist eine Gemeinde im französischen Département Haute-Saône in der Region Bourgogne-Franche-Comté.

## Geographie
Échenoz-le-Sec liegt auf einer Höhe von 313 m über dem Meeresspiegel, etwa zehn Kilometer südlich von Vesoul (Luftlinie). Das Dorf erstreckt sich im zentralen Teil des Departements, im Südwesten des Beckens von Vellefaux in der hügeligen Landschaft, die sich zwischen den Flusstälern von Saône im Nordwesten und Ognon im Süden ausdehnt, am Ostfuß des Bois du Chanois.
Die Fläche des 15,47 km² großen Gemeindegebiets umfasst einen Abschnitt im Bereich Hügellandschaft östlich des Saônebeckens. Der zentrale Teil des Gebietes wird von einem Becken eingenommen, das durchschnittlich auf 310 m liegt. Es weist eine Breite von ungefähr zwei Kilometern auf und ist in Richtung Südwest-Nordost orientiert. Hier herrscht landwirtschaftliche Nutzung vor, während die umliegenden Höhen überwiegend waldbedeckt sind. Flankiert wird das Becken im Westen von der Kuppe des Bois du Chanois, auf der mit 469 m die höchste Erhebung von Échenoz-le-Sec erreicht wird. Nach Süden leiten die bewaldeten Höhen des Bois de Chaillot und des Bois de Filain zum Einzugsgebiet des Ognon über. Die östliche Abgrenzung bildet der Höhenzug des Bois de Sainte-Anne (bis 405 m). Das Gebiet besteht aus einer Wechsellagerung von sandig-mergeligen und kalkigen Schichten der mittleren Jurazeit. Auf dem gesamten Gemeindegebiet gibt es keine nennenswerten oberirdischen Fließgewässer, weil das Niederschlagswasser im verkarsteten Untergrund versickert.
Zu Échenoz-le-Sec gehört der Weiler Les Gambes (360 m) auf der Südabdachung des Bois de Sainte-Anne. Nachbargemeinden von Échenoz-le-Sec sind Velleguindry-et-Levrecey und Vellefaux im Norden, Filain im Osten, Authoison und Pennesières im Süden sowie Le Magnoray im Westen.

## Geschichte
Das Gemeindegebiet von Échenoz war schon in vorgeschichtlicher Zeit besiedelt, wovon der Dolmen de la Grosse-Pierre zeugt. Erstmals urkundlich erwähnt wird Échenoz-le-Sec im Jahr 1174 unter dem Namen Eschino Sicco. Aus späterer Zeit sind die Bezeichnungen Eschenodo (1350) und Eschenod le sec (1672) überliefert. Der Ortsname setzt sich aus den Wortbestandteilen es (Zusammenzug von en les) und chenau (regionale Bezeichnung für einen kanalisierten Wasserlauf) zusammen. 
Im Mittelalter gehörte Échenoz-le-Sec zur Freigrafschaft Burgund und darin zum Gebiet des Bailliage d’Amont. Grundbesitz und Rechte im Dorf besaßen seit dem 12. Jahrhundert das Kloster La Charité und das Kloster Bellevaux. Zusammen mit der Franche-Comté gelangte Échenoz-le-Sec mit dem Frieden von Nimwegen 1678 definitiv an Frankreich. Heute ist Échenoz-le-Sec Mitglied des sechs Ortschaften umfassenden Gemeindeverbandes Communauté de communes du Chanois.

## Sehenswürdigkeiten
Die Dorfkirche Saint-Luc in Échenoz-le-Sec wurde 1775 an der Stelle eines mittelalterlichen Vorgängerbaus aus dem 13. Jahrhundert errichtet. Gegenüber der Kirche steht die Mairie (Gemeindehaus) aus dem 19. Jahrhundert. Der ehemalige Herrschaftssitz wurde 1870 durch einen Brand zerstört und zerfiel zur Ruine. Im Ortskern sind einige Häuser aus dem 17. und 18. Jahrhundert erhalten, die den traditionellen Stil der Haute-Saône zeigen. Der rund 3000 Jahre alte Dolmen de la Grosse-Pierre, der an der Grenze zu Le Magnoray steht, ist als Monument historique klassifiziert.

## Bevölkerung
| Jahr                       | 1962 | 1968 | 1975 | 1982 | 1990 | 1999 | 2006 | 2018 |
| Einwohner                  | 144  | 159  | 166  | 255  | 263  | 282  | 316  | 295  |
| Quellen: Cassini und INSEE |      |      |      |      |      |      |      |      |

Mit 284 Einwohnern (1. Januar 2022) gehört Échenoz-le-Sec zu den kleineren Gemeinden des Départements Haute-Saône. Nachdem die Einwohnerzahl in der ersten Hälfte des 20. Jahrhunderts deutlich abgenommen hatte (1881 wurden noch 382 Personen gezählt), wurde seit Mitte der 1970er Jahre wieder ein Bevölkerungswachstum verzeichnet. Seither hat sich die Einwohnerzahl fast verdoppelt.

## Wirtschaft und Infrastruktur
Échenoz-le-Sec war bis weit ins 20. Jahrhundert hinein ein vorwiegend durch die Landwirtschaft (Ackerbau, Obstbau und Viehzucht) und die Forstwirtschaft geprägtes Dorf. Heute gibt es einige Betriebe des lokalen Kleingewerbes. In den letzten Jahrzehnten hat sich das Dorf zu einer Wohngemeinde gewandelt. Viele Erwerbstätige sind deshalb Wegpendler, die in der Agglomeration Vesoul ihrer Arbeit nachgehen.
Die Ortschaft ist verkehrstechnisch gut erschlossen. Sie liegt nahe der Hauptstraße N57, die von Vesoul nach Besançon führt. Sie ist im Bereich von Échenoz-le-Sec abschnittsweise vierspurig ausgebaut. Weitere Straßenverbindungen bestehen mit Vellefaux, Filain und Le Magnoray.